# EC 1.8.5
La EC 1.8.5 è una sotto-sottoclasse della classificazione EC relativa agli enzimi. Si tratta di una sottoclasse delle ossidoreduttasi che include enzimi che agiscono su donatori di elettroni aventi un solfuro ed accettori contenenti un chinone o gruppi similari.

## Enzimi appartenenti alla sotto-sottoclasse
| numero EC  | nome accettato                      |
| ---------- | ----------------------------------- |
| EC 1.8.5.1 | glutatione deidrogenasi (ascorbato) |
| EC 1.8.5.2 | tiosolfato deidrogenasi (chinone)   |